# Eparchia kinielska
Eparchia kinielska – jedna z eparchii Rosyjskiego Kościoła Prawosławnego, z siedzibą w Kinielu. Wchodzi w skład metropolii samarskiej. 
Eparchia powstała na mocy decyzji Świętego Synodu Rosyjskiego Kościoła Prawosławnego z 15 marca 2012 poprzez wydzielenie z eparchii samarskiej i syzrańskiej. Jej pierwszym ordynariuszem został 17 czerwca 2012 biskup Sofroniusz (Bałandin).